# アクアキッズ
『アクアキッズ』（原題：아쿠아 키즈、英名：Aqua Kids）は、韓国のテレビアニメ。日本ではテレビ東京系で、2004年4月1日から同年9月23日まで放送された。

## 概要
フル3Dで作られたテレビアニメ。全26話で、DVDは全12巻の単巻版と、全2巻のBOXとが発売された。DVDでは「本編」と「導入部＋予告」に分けて収録されており、TV放送時と同じ形で視聴することができない。
少年少女がダイブスーツなどのメカを駆使して戦う冒険活劇で、明るいCGで描かれた鮮やかな海中を主な舞台としている。前半は故郷の島とその周辺地域が舞台となっていたが、後半には海洋冒険物語となる。

## ストーリー
環境破壊により、大陸のほとんどが水没してしまった近未来の地球が舞台。考古学者のビルは、海底に沈んだ古代文明であるアーク文明の遺跡を研究していた。ビルのように、純粋な研究を行う者もいたが、アーク文明は現在（舞台となった時代）よりも優れた技術を有していると言われており、その技術を悪用しようと企む者も少なくなかった。古代文明の技術を悪用されないため、そして貴重な遺跡を守るため、激しい海中バトルが繰り広げられる。

## 登場人物
ジーノ
声 - 森田成一（日本語版）
主人公。15歳。アーク文明を悪用しようとする人間から、ウェットスーツ型ロボット（略して「ダイボ」）を使って守る。運動神経抜群で、考えるよりも体が先に動いてしまう熱血漢タイプ。そのせいで、時々無茶をしてしまうこともある。お調子者だが正義感が強い。
ポポ
声 - 又吉愛（日本語版）
ジーノの所有するダイボ。海中では、備え付けられた特別なファンを回すことで渦巻きを起こし、敵を攻撃する「サイクロン」が使える。数多くのダイボたちの中で唯一、片言ではあるが人の言葉を話す。地上での動きは鈍く、ジャンプをしたりはするが大体ペンギン歩きである。
アミ
声 - 渡辺明乃（日本語版）
ジーノの友人。14歳。ジーノと共に、ダイボを使ってアーク文明に悪意を持って近づく者と戦う。ジーノとは対照的に常に冷静で、ジーノをフォローする役回り。ジーノとは性格が正反対のせいか、時々ケンカになる。頭の回転が速い頭脳派。
パム
声 - 福圓美里（日本語版）
アミの所有するダイボ。ウサギのような姿で、二足歩行。
ケン
声 - 小林由美子（日本語版）
ジーノの弟。11歳。臆病な性格のため、最初のうちは積極的に戦うことは無かったが、回を重ねるうちに、ジーノと共に戦うようになった。頭脳明晰で、メカニックに強い。
ビル博士
声 - 青野武（日本語版）
アミの祖父にして考古学者。60歳。海中に沈んだ古代文明、「アーク文明」の存在を証明するのが夢。研究に没頭すると、周りのことが頭に入らなくなってしまう。
リオ
声 - 桑谷夏子（日本語版）
ジーノの友人。16歳。将来レポーターになるのが夢。今もレポーターになりきって、危険を冒してさまざまな秘密を探るのだが、それがトラブルの元になることもある。かなりの自信家。
シック、ハック
声 - シック：福圓美里（日本語版）、ハック：杉本ゆう（日本語版）
リオの双子の弟。リオがレポーターの真似事をする時には、カメラマンとディレクターの役割をする。いたずら好きのトラブルメーカー。
ココ
シックとハックの持っているカメラ型のロボット。
ガルー
声 - 立木文彦（日本語版）
三日月型ヘアーの海賊。アーク文明の存在を知ってからは、何かとジーノ達にちょっかいを出すようになる。ただし、かなりの「おバカさん」なので、ほとんどの作戦は自滅によって失敗する。
シーザー
声 - 星光明（日本語版）
ガルーの右手にはまっている大阪弁の腹話術人形型ロボット。天然ボケのガルーに対するツッコミ役。ダイボではない。
ダラー
声 - 成田剣（日本語版）
「ダラー不動産」という不動産会社の社長として成功し、人々から尊敬を集めている人物。しかし、裏では悪いこともやっており、アーク文明の技術を使って世界征服を狙う野心家でもある。
キャプテンシャシャ
声 - うすいたかやす（日本語版）
ダーキス
声 - 有賀由衣（日本語版）

## 用語
ダイボ
ウェットスーツ型ロボット

## スタッフ

### 朝鮮語版スタッフ
- 企画：cinepix Inc.
- 제작총지휘：황경준
- プロデューサー：조신희、李達
- 脚本：李秉昱、金美慧
- アートディレクター：洪鍾宇
- デザインスーパーバイザー：車世眞
- シニアデザイナー：李昇奐、河成哲
- モデリングスーパーバイザー：全河穆
- アニメーションディレクター：孫仁豪
- アニメーションスーパーバイザー：趙胤修、黄惠敬
- シニアアニメーター：金修民
- CGIディレクター：金峻煥
- 音楽：Studio-Pep Digital Audio Production（鄭昌國、金眞成）
- 監督補：李明河
- 監督：李達
- 制作：cinepix
- 配給：SBSプロダクション

### 各話スタッフ
- 絵コンテ：金眞石、崔丞善、元文憙、田鐘允
- 美術：河成哲、尹鍾振、鄭廷勳、趙成蕙、李漢雄
- モデリング：金宰浩、張眞豪、金永根、金白虎、朴智訓、盧賢伊
- 3Dアニメーター：宋元哲、金銀善、宋永娥、李東奎、申永機、金昉成、李基赫、金孝信、嚴哉雄、曹倫廷、白鐵昊、崔憲和、金斗烈、李珍韓
- CGIオペレーション：朴亨璟、李勳祐、玄盛旭、申尚益、韓賢澈、車奉燮、司空璟和
- システム：李絢正

### 日本語版スタッフ
- 音楽協力：テレビ東京ミュージック
- 番組宣伝：國安百合（テレビ東京）
- 企画協力：玉舎直人（ワイルドビジョン）、ジェイソン・リー （Lee&Co.）
- アシスタントプロデューサー：実松照晃
- 翻訳：谷登志雄
- 録音演出：本山哲
- ミキサー：熊倉亨、大坪恵美
- 制作：糠塚忠幸
- 録音スタジオ：OPレクイエムスタジオ
- 日本語版制作：オムニバスプロモーション
- ビデオ編集：西山茂
- 編集スタジオ：TAVAC、TOVIC
- プロデューサー：青木俊志（テレビ東京）、すぎやまあつお
- 日本語版製作：40th Anniversary TV TOKYO、NAS

### 主題歌
- オープニングテーマ:FAKE?「PRAISE」
- エンディングテーマ:堂島孝平「冒険者たち」

## 各話リスト
| 話数   | サブタイトル                       | 原題                                                               | 放送日 （日本） | 放送日 （韓国） |
| ------ | ---------------------------------- | ------------------------------------------------------------------ | --------------- | --------------- |
| 第1話  | バナナビーチでお宝発見!            | 바나나비치의 보물사냥꾼들 （バナナビーチのトレジャーハンターたち） | 2004年 4月1日   | 2004年 9月13日  |
| 第2話  | 洞窟でドッキリ!                    | 동굴속으로 （洞窟の中で）                                          | 4月8日          | 9月14日         |
| 第3話  | アークの呪いでビックビク!          | 괴물 （怪物）                                                      | 4月15日         | 9月20日         |
| 第4話  | 情報モレモレ! 犯人ダレダレ?        | 스파이 대작전 （スパイ大作戦）                                     | 4月22日         | 9月21日         |
| 第5話  | 大海流ビュンビュンビュン!          | 첫 번째 선물 （最初の贈り物）                                      | 4月29日         | 10月4日         |
| 第6話  | 海のジャングル鬼ごっこ             | 숲속의 음모 （森の中の陰謀）                                       | 5月6日          | 10月5日         |
| 第7話  | ファイティング! ポポ               | 호야, 바다속으로 （ホヤ、海の中に）                                | 5月13日         | 10月11日        |
| 第8話  | どこどこドコドコ宝どこ?            | 아키문명의 멸망 （アキ文明の滅亡）                                 | 5月20日         | 10月12日        |
| 第9話  | ダラー反撃! ニンジャ出撃!          | 녹슨의 습격 （さびの襲撃）                                         | 5月27日         | 10月18日        |
| 第10話 | あれな～んだ? 敵な～んだ!          | 마지막 선물 （最後の贈り物）                                       | 6月3日          | 10月19日        |
| 第11話 | バナナビーチでフェスティバル～     | 축제는 즐거워 （祭りは楽しく）                                     | 6月10日         | 10月25日        |
| 第12話 | ダラーの罠でヒッヤヒヤ!            | 바람의 얼굴 (상) （風の顔（上））                                  | 6月17日         | 10月26日        |
| 第13話 | アークの扉、ひーらいた!            | 바람의 얼굴 (하) （風の顔（下））                                  | 6月24日         | 11月13日        |
| 第14話 | かわいいコには旅させて大作戦!      | 바유섬을 향하여 （バーユソムに向かって）                           | 7月1日          | 11月1日         |
| 第15話 | 無敵強敵やっぱ敵!? ギワクの船長!   | 모르 선장은 해머의 친구? （船長はハンマーの友達？）                | 7月8日          | 11月8日         |
| 第16話 | 登場! ハードボイルドおねーさん!    | 바다의 해결사 다키스 （）                                          | 7月15日         | 11月9日         |
| 第17話 | ドッキリビックリゴーストタウン!    | 난파선의 유령 （難破船の幽霊）                                     | 7月22日         | 11月15日        |
| 第18話 | カモメで卵RUN!                     | 사라지는 바유섬 （消えるバーユソム）                               | 7月29日         | 11月16日        |
| 第19話 | 海賊船でバイキング!                | 적과의 만찬 （敵の晩餐）                                           | 8月5日          | 11月22日        |
| 第20話 | ブンブン! モスキートパニック!      | 바유, 바유섬이다! （バユ、バーユソムである！）                     | 8月12日         | 11月23日        |
| 第21話 | この木ナンの木? ヒト喰う気!?       | 괴물나무의 습격 （モンスターの木の襲撃）                           | 8月19日         | 11月29日        |
| 第22話 | 出た! ジャイアント海坊主!          | 신비의 여인, 수레아 （）                                           | 8月26日         | 11月30日        |
| 第23話 | フシギ まぼろしデンジャラスゾーン! | 안개속의 미로 （霧の中の迷路）                                     | 9月2日          | 12月6日         |
| 第24話 | 島のまんなか ハッスルハッスル!     | 아키문명의 비밀 （アキ文明の秘密）                                 | 9月9日          | 12月7日         |
| 第25話 | まわってまわって大決戦!            | 바텔 행성에서 온 메시지 （バーテル惑星から来たメッセージ）         | 9月16日         | 12月13日        |
| 第26話 | みんなちょっと大人になった!        | 크라켄의 최후 （クラーケンの最後）                                 | 9月23日         | 12月14日        |

## ゲーム
2004年8月12日に、ユークス社よりPlayStation 2用ソフト『アクアキッズ』が発売された。